# Thomas Krause
Thomas Krause (født 23. april 1981) er en tidligere dansk fodboldspiller, der efter 13 år som aktiv fodboldspiller, lagde støvlerne på hylden. Han spillede senest for BK Frem.